# Hentzia antillana
Hentzia antillana là một loài nhện trong họ Salticidae.
Loài này thuộc chi Hentzia. Hentzia antillana được Elizabeth Bangs Bryant miêu tả năm 1940.